# کشتی‌کچ گردان سیستانی
بازی‌های محلی سیستان وسیستانی‌ها در چند حیطه و چند کارکرد اجرا می‌شده است؛ برخی آئینی و بعضی مناسبتی و برخی پهلوانی و… بودند. کشتی در بین سیستانی‌ها و در سرزمین سیستان از دیرباز و از زمان اسطوره‌ای رستم و سهراب رواج داشته است و به گفته کارشناسان بنیاد کشتی به واسطه اندام تنومند مردم سیستان همواره این ورزش در اوج بوده است. کشتی‌کچ گردان که خلاصه به کشتی کچ می‌شناسیم اکنون نیز در میان سیستانی‌ها در خود سیستان و به همت بنیاد نیمروز سیستانی‌ها و مرکز تخصصی بازی‌های سنتی بنیاد نیمروز در بین سیستانی‌های سایر نقاط ایران علی‌الخصوص «گلستان» اجرا می‌شود.
کشتی‌کچ گردان از واژه «کَچ» KACH گرفته شده است که این واژه به بالای لگن خاصره گفته می‌شود. از آنجا که کشتی‌گیر حریف را از طریق و مسیر این بخش بدن باید به زمین بزند، این بازی به این نام مرسوم و نامگذاری شده است. کشتی‌کچ دارای فنون مختلفی از فن لِنگ که اکنون در کشتی آزاد اجرا می‌شود تا فن «دَس دَر شَخَه (دست در شقه)» و سَرُگَردَه که چرخش و زمین زدن حریف از روی سر است می‌باشد.